# Curticoelotes
Genre
Curticoelotes est un genre d'araignées aranéomorphes de la famille des Agelenidae.

## Distribution
Les espèces de ce genre sont endémiques du Japon.

## Liste des espèces
Selon World Spider Catalog (version 21.5, 06/01/2021) :
- Curticoelotes hamamurai (Yaginuma, 1967)
- Curticoelotes hiradoensis (Okumura & Ono, 2006)
- Curticoelotes kintaroi (Nishikawa, 1983)
- Curticoelotes oxyacanthus (Okumura, 2013)
- Curticoelotes sawadai (Nishikawa, 2009)
- Curticoelotes taurus (Nishikawa, 2009)

## Publication originale
- Okumura, 2020 : « Three new genera with taxonomic revisions of the subfamily Coelotinae (Araneae: Agelenidae) from Japan. » Acta Arachnologica, vol. 69, no 2, p. 77-94 (texte intégral).